# Jason Derlatka
Jason Derlatka é um letrista, compositor, produtor musical e instrumentista norte-americano que já trabalhou para uma variedade de artistas, dos quais a mais notória é a cantora Brandy, cujo álbum Full Moon (2002) rendeu a Derlatka uma nomeação na categoria "Melhor Álbum de R&B Contemporâneo" na 45.ª cerimónia anual dos prémios Grammy, decorrida na noite de 23 de Fevereiro de 2003. Todavia, o disco perdeu para o álbum de estreia auto-intitulado da cantora Ashanti.

## Créditos
| Ano  | Álbum                                | Artista           | Trabalho                                 |
| ---- | ------------------------------------ | ----------------- | ---------------------------------------- |
| 2005 | In the Cut                           | Phillip Bardowell | Compositor, liricista                    |
| 2004 | Next Generation: Rhythm 'N Pop Music | Vários            | Compositor                               |
| 2002 | Full Moon                            | Brandy            | Produtor, piano, programador, compositor |
| 2001 | All the Way to There                 | John Berry        | Compositor                               |
| 2001 | Identically Different                | I.D.              | Compositor                               |
| 2000 | My Heart Is Bethlehem                | John Berry        | Arranjador, teclado, programador         |
| 2000 | The Promise                          | Plus One          | Compositor                               |
| ?    | You Saved Me From Myself             | Colin Hay         | Compositor, produtor                     |